# Minettia martineki
Minettia martineki är en tvåvingeart som beskrevs av Ceianu 1991. Minettia martineki ingår i släktet Minettia och familjen lövflugor.
Artens utbredningsområde är Rumänien. Inga underarter finns listade i Catalogue of Life.